# Sierra de la Demanda
Sierra de la Demanda (baskiska: Demandako mendilerroa) är en ås i Spanien. Den ligger i den norra delen av landet, 210 km norr om huvudstaden Madrid.